# جبل خنوقة
جبل خنوقة (الرياض) يقع جبل خنوقة في عالية نجد؛ وبالتحديد شمال مركز البجادية. على مساقة 70 كم شمالي الدوادمي.

## نبذة
خنوقة عبارة عن جبلين يفصل بينهما مجرى وادي خنوقة الذي هو امتداد وادي طينان ويكتنف هذا الجبل بجزئيه بُرُق رمليةٌ جميلةٌ جدًا، يعتقد بأن الجن سكنها، كما يقع في الجانب الشمالي من الجبل مما يلي بطن الوادي غار - في القسم الجنوبي من شهبا خنوقة - يعتقد فيه الناس فيما سبق عقائد باطلة، فيأتون إليه بمرضاهم ويضعونهم فيه، ويضعون حوله الألبان والأطعمة والقرابين، وقد زالت هذه العادات في هذا العهد ، فلم يبق لها أثر يذكر بين الناس، ويقع في غرب الجبل روضة واسعة بها معالم آبار زراعية كان يزرعها أهل الشعراء، وفي شرقه خباري مشهورة تسمى : خباري خنوقة.

## الآثار
يحوي جبل خنوقة كهف أثري نقش بداخله رسومات أثرية و كتابات باللغة الثمودية. 

## ذكر الجبل عند المؤرخين
- المؤرخ حمد الجاسر: "والخنوقة واد لايزال معروفاً، وكان حمى في الجاهلية، حماه سعر من بني عتريف من غنى، فعرف بسعر الخنوقة"
- أبن جنيدل " أن في جبل خنوقة موطن شهير لمعازف الجن، وتقصد العرب بالمعازف ما يصدر في الصحاري من أصوات ونواح وصفير فسّره البعض بصوت الرياح على السواحل والكثبان الرملية". [3]

## الأساطير
حيكت الأساطير الشعبية عن جبل خنوقة و انتشر بين سكان المنطقة أنه مسكن للجن منها رواية محلية قيل فيها : أن امرأتين من أهل الشعراء الذين كانوا يزرعون في روضة خنوقة ذهبتا ذات يوم إلى قرب الجبل
بعد صلاة العصر ليجمعا حطبا ، وعادتا بعد غروب الشمس وقد أصيبت إحداهما بجنون، فأخذت تتحدث أحاديث عرفوا أنها ليست من نوع أحدايثها التي يعرفونها فأخذوا يقرأون القرآن الكريم وينفثون عيها فخاطبهم الجني الذي علق معها وقال : دعوني أعيش معها حتى أحصل على رغبتي فأتخلى عنها، فأنا لا أرغبها، وإنما رغبتي التي كنت أتحين الفرص للتمكين منها رفيقتها، ولكني حينما طال الوقت ولم أتمكن منها علقت مع هذه أتمتع معها حتى تتاح لي فرصة في رفيقتها.
وسألوه عن اسمه فأخبرهم به، وكان يملي عليهم أخباره تحت ضغط القراءة، قالوا له: من أين أتيت مادامت لك بهما معرفة سابقة ؟ فقال : أنا من جيرانكم، فقالوا : وهل يجاورنا أحد من الجن في هذا المكان ؟
فقال نعم، تجاوركم أكبر بلدة من بلاد الجن في الأبرق، قالوا : وهل هم مسلمون ؟ أم كفار ، قال : بل مسلمون طيبون.
قالوا : وهل لهم رئيس ؟ قال : نعم، قالوا : وما اسم رئيسهم ؟ قال : اسمه دفنان ، وهو رئيس لثلاث مدن كبيرة من الجن.
قالوا : أين مقره ؟ قال : في برقة خنوقة، قالوا : وماهي المدن التابعة له ، وأين مواقعها ؟ قال : واحدة منها في أعلا وادي الجمانية في الني، والثانية في أعلا وادي المسمى في الوشم، والعاصمة الكبرى ، وفيها مقر دفنان في أبرق خنوقة، ومن ثم سمي الأبرق أبرق دفنان.
فقال القاريء : ولماذا تؤذينا وتعتدي على هذه المرأة الضعيفة وأنت من جيراننا المسلمين ؟ عندئذ سكت .
هب القاريء، وقال أعطوني حذائي وعصاي حتى أتخلص من هذا الخائن، فقال : إلى أين تذهب ؟ فقال : إلى الأبرق - وكان الوقت ليلاً - لأشتنكي أمرك إلى رئيسكم دفنان.
فصرخ بهلع وقال : أرجوك أرجوك، لا تذهب ولا تخبره بأمري، وأنا تائب وأعاهدك بالله أني لا أعود إليها ولا أتعرض لها ولا لرفيقتها، ولا لغيرهما أبداً فهرب من حينه ولم يعد، وبرئت المرأة من حينها. 